# Stadio Metropolitano (Madrid, 1911)
Lo stadio metropolitano di Madrid (in spagnolo Estadio Metropolitano de Madrid) è stato lo stadio di calcio che ospitava le gare casalinghe del Club Atlético de Madrid tra il 1923 e il 1966, anno in cui il club si trasferì nel più moderno stadio Vicente Calderón. Fu successivamente venduto per 95 milioni di peseta e demolito; al suo posto furono costruiti alcuni edifici per abitazioni residenziali ed uffici.
La capienza era di 35 800 persone.